# Плоскошка низија
Плоскошка низија (рус. Плоскошская низина) низијско је подручје на крајњем северозападу Тверске области, на подручју Торопечког рејона, на северозападу европског дела Руске Федерације. Низија представља микроцелину нешто пространије Прииљмењске низије чија територија се налази на подручјима Псковске и Новгородске области. Плоскошка низија се налази уз горњи део тока реке Куње и њене притоке Серјоже.
Надморска висина низије опада идући ка северозападу где се спушта до 61 метра, што је уједно и најнижа тачка целе Тверске области. Просечна надморска висина низије креће се између 65 и 70 метара. У њеној основи леже песковита и доста замочварена земљишта која су некада представљала дно некадашњег подледничког потока.
Име низије потиче од назива највећег села Плоскош, односно од руске речи плоское која означава ниско и равно место.